# 디지털 데빌 이야기 여신전생
디지털 데빌 이야기 여신전생 (デジタル・デビル物語 女神転生) 은 1987년 9월 11일에 남코에서 발매된 패미콤 전용 소프트웨어이다. 남코트 패밀리 컴퓨터 게임 시리즈의 제 29탄으로 1995년에 구약 여신전생이란 이름으로 슈퍼 패미컴 용으로 리메이크되어 발매되었다. 2004년부터 휴대전화 용으로도 발매되고 있다.
후에 본래 개발사인 아틀라스에 의해 시리즈화된 《여신 전생 시리즈》의 시작이 된 작품이지만, 발매가 남코에서 아틀라스 자체 판매로 바뀔 때 진 여신전생 (1992년) 이란 이름으로 바뀌고 시스템 면에서 몇가지 요소를 이은 외엔 완전히 독립된 작품으로 제작되었기에 본 작품 및 《디지털 데빌 이야기 여신 전생II》의 이야기는 차후의 진 여신 전생 시리즈와 무관하지 않다.

## 평가
| 평가                                          |            |
| --------------------------------------------- | ---------- |
| 평론 점수 평론사 점수 패미츠 31/40 (FC) [ 2 ] |            |
| 평론 점수                                     |            |
| 평론사                                        | 점수       |
| 패미츠                                        | 31/40 (FC) |